# Arus (ort)
Arus är en ort i Azerbajdzjan.   Den ligger i distriktet Jardymly, i den södra delen av landet, 210 kilometer sydväst om huvudstaden Baku. Arus ligger 805 meter över havet och antalet invånare är 1 548.
Terrängen runt Arus är kuperad. Närmaste större samhälle är Yardımlı, 8,5 kilometer sydväst om Arus. 
Trakten runt Arus består till största delen av jordbruksmark. Runt Arus är det ganska tätbefolkat, med 70 invånare per kvadratkilometer.